# نموذج كيرالا
يشير نموذج التنمية في ولاية كيرالا إلى الممارسات الاقتصادية التي تتبناها ولاية كيرالا الهندية. يتميز هذا النموذج بنتائج تظهر مؤشرات اجتماعية قوية عند مقارنتها ببقية البلاد مثل ارتفاع معدلات الإلمام بالقراءة والكتابة ومتوسط العمر المتوقع، وتحسين الوصول إلى الرعاية الصحية، وانخفاض معدلات وفيات الرضع والمواليد. على الرغم من انخفاض دخل الفرد، لكن تُقارن الولاية أحيانًا بالدول المتقدمة. تُعتبر هذه الإنجازات إلى جانب العوامل المسؤولة عنها نتائج مميزة لنموذج ولاية كيرالا. تناقش الأدبيات الأكاديمية العوامل الأساسية الكامنة وراء نجاح نموذج ولاية كيرالا مثل جهود اللامركزية، والتعبئة السياسية للفقراء، والمشاركة النشطة لمنظمات المجتمع المدني في تخطيط وتنفيذ سياسات التنمية.
بتعبير أدق، يمكن تعريف نموذج ولاية كيرالا على النحو التالي:
مجموعة من مؤشرات الجودة المادية العالية للحياة تتزامن مع الدخل الفردي المنخفض، وكلاهما موزع عبر جميع سكان ولاية كيرالا تقريبًا.
مجموعة من برامج إعادة توزيع الثروة والموارد التي أدت إلى حد كبير إلى مؤشرات جودة الحياة المادية العالية.
مستويات عالية من المشاركة السياسية والنشاط بين الناس العاديين إلى جانب أعداد كبيرة من القادة المتفانين على جميع المستويات. إن النشاط الجماهيري في ولاية كيرالا والكادر الملتزم قادران على العمل ضمن هيكل ديمقراطي كبير، وساعد نشاطهم على تعزيز كل ذلك.

## تاريخيًا
اختلف نموذج ولاية كيرالا في الأصل عن التفكير التنموي التقليدي الذي يركز على تحقيق معدلات نمو عالية للناتج المحلي الإجمالي، ومع ذلك، في عام 1990 غير الاقتصادي الباكستاني محبوب الحق تركيز اقتصاديات التنمية من محاسبة الدخل القومي إلى السياسات التي تركز على الناس. لإنتاج تقرير التنمية البشرية (HDRs)، جمع الحق مجموعة من الاقتصاديين المعروفين في مجال التنمية بمن في ذلك: بول ستريتين، وفرانسيس ستيوارت، وجوستاف رانيس، وكيث جريفين، وسودهير أناند، وميجناد ديساي.
لاحظ الاقتصاديون أنه على الرغم من معدلات الدخل المنخفضة، تملك الدولة معدلات عالية في معرفة القراءة والكتابة، ومواطنين أصحاء، وسكان نشطون سياسيًا. بدأ الباحثون في التعمق أكثر في ما كان يجري في نموذج ولاية كيرالا، فيبدو أن مؤشرات التنمية البشرية تظهر مستوى معيشة يمكن مقارنته بالحياة في الدول المتقدمة. إن معيار التنمية في ولاية كيرالا يمكن مقارنته بمعايير العديد من دول العالم الأولى، ويعتبر على نطاق واسع الأعلى في الهند في ذلك الوقت.
على الرغم من وجود معايير عالية للتنمية البشرية، لكن يحتل نموذج ولاية كيرالا مرتبة منخفضة بالنسبة للتنمية الصناعية والاقتصادية. أدى ارتفاع معدل التعليم في المنطقة إلى هجرة الأدمغة، مع هجرة العديد من المواطنين إلى أجزاء أخرى من العالم للعمل. يجبر سوق العمل في ولاية كيرالا الكثيرين على الانتقال إلى أماكن أخرى.

## مؤشر التنمية البشرية
وضعت الأمم المتحدة مؤشر التنمية البشرية (HDI) في عام 1990 كإحصاء مركب يستخدم لترتيب البلدان حسب مستوى «التنمية البشرية» وفصل البلدان المتقدمة (التنمية العالية)، والبلدان النامية (التنمية المتوسطة)، والبلدان المتخلفة (التنمية المنخفضة). يُستخدم دليل التنمية البشرية في تقارير التنمية البشرية السنوية لبرنامج الأمم المتحدة الإنمائي ويتكون من بيانات عن متوسط العمر المتوقع والتعليم ونصيب الفرد من الناتج المحلي الإجمالي (كمؤشر لمستوى المعيشة) المجموعة على المستوى الوطني باستخدام صيغة معينة. أعطى هذا المؤشر، الذي أصبح أحد أكثر المؤشرات تأثيرًا واستخدامًا على نطاق واسع لمقارنة التنمية البشرية عبر البلدان نموذج ولاية كيرالا اعترافًا دوليًا منذ أن حصلت الولاية باستمرار على درجات مماثلة للدول المتقدمة منذ بداية مؤشر التنمية البشرية.
في عام 2021، تصدرت ولاية كيرالا مرة أخرى مؤشر التنمية البشرية بين الولايات الهندية برصيد 0.782، وفقًا لمختبر البيانات العالمي.

## سياسة الولاية
في عام 1957، انتخبت ولاية كيرالا حكومة شيوعية برئاسة إلامكولام ماناكال سانكران نامبوديريباد (EMS Namboothiripad)، وأدخلت قانون الإصلاح الزراعي الثوري. نفذت الحكومة اللاحقة الإصلاح الزراعي، واستفاد 1.5 مليون أسرة فقيرة من ذلك. كان هذا الإنجاز نتيجة عقود من النضال من قبل جمعيات الفلاحين في ولاية كيرالا. في عام 1967 في ولايته الثانية كرئيس للوزراء، دفع نامبوديريباد مرة أخرى للإصلاح. ألغت مبادرة إصلاح الأراضي نظام الإيجار واستغلال المالك، والتوزيع الفعال للأغذية العامة الذي يوفر الأرز المدعوم للأسر ذات الدخل المنخفض، وقوانين حماية العمال الزراعيين، ومعاشات العمال الزراعيين المتقاعدين، وارتفاع معدل التوظيف الحكومي لأفراد الطبقة الدنيا سابقًا.
الهند هي موطن متعدد الجنسيات للولايات الإقليمية ذات السياسات المختلفة، ويمكن رؤية مكان ولاية كيرالا داخل هذا النظام الفيدرالي من خلال تحليلات نوع النظام. كان هناك تحالفان يضمان أحزابًا هندية بالكامل في السلطة بالتناوب في ولاية كيرالا، ولا يختلفان عن ولاية أندرا براديش المجاورة في جنوب الهند. تتمتع ولاية كيرالا بحركة يسارية قوية ساهمت في إحداث تغييرات في نظام الطبقات الإقطاعية التقليدية في الهند. أدى إضفاء الطابع الديمقراطي على الدولة إلى زيادات كبيرة في مكونات الرفاهية وأدى إلى تحول اجتماعي كبير منذ أوائل القرن العشرين.
تتمتع كيرالا وتاميل نادو بزيادات مماثلة في التنمية الاجتماعية، فقد حكمت تاميل نادو من قبل الأحزاب القومية التاميلية لأكثر من نصف قرن. بالمقارنة، يُنظر إلى ولاية البنغال الغربية على أنها أقوى بالنسبة للحركة اليسارية والسياسة الحكومية مقارنة بولاية كيرالا، ومع ذلك فهي تحتل مرتبة أقل بكثير في التباينات في المناطق الريفية، والمناطق الحضرية، والطوائف المصنفة، والقبائل المصنفة. علاوة على ذلك، لا يكاد يوجد أي إنفاق استهلاكي للفرد ومستويات معرفة القراءة والكتابة بين المسلمين والهندوس في ولاية كيرالا، في حين أن تاميل نادو، غرب البنغال، والبلد ككل لديها مستويات عالية نسبيًا من التفاوت بين المجموعتين الدينيتين السائدتين.
ومن المثير للاهتمام أن هؤلاء الراديكاليين السياسيين المشاركين في حركات الاندماج الاجتماعي الأصلية في ولاية كيرالا كانوا محافظين سياسيًا. ومع ذلك، ساهم التمييز الاجتماعي بسبب الطبقة الاجتماعية في أوائل القرن العشرين في الثورة الثقافية والتعبئة السياسية للطوائف. أدى نجاح هذه الحركات إلى إنشاء حركات يسارية ترفع المكانة الاجتماعية للطبقات الدنيا ككل.